# Korešnica
Korešnica (makedonsky: Корешница) je vesnice v Severní Makedonii. Nachází se v opštině Demir Kapija ve Vardarském regionu.

## Geografie
Vesnice Korešnica se nachází v severní části opštiny Demir Kapija, na levém břehu řeky Vardar. Vesnice je kopcovitá a leží v nadmořské výšce 125 metrů. Od města Negotino je vzdálená 24 km. Vesnicí prochází regionální silnice R2137, která spojuje města Negotino a Demir Kapija.
Katastr vesnice činí 18,1 km2. Nejvíce zde dominují lesy o rozloze 685 ha, dále pastviny o rozloze 618 ha a nakonec orná půda o rozloze 344 ha.

## Historie
Vesnice je velmi stará a pravděpodobně se nacházela jinde, což dokazují nedaleká archeologická naleziště (pozůstatky kostela a pohřebiště).
Až do konce 19. století žili ve vesnici křesťané s vlastními majetky. Vedle stále stojící mešity Sretselo se nachází i kostel a starý hřbitov.

## Demografie
Podle sčítání lidu z roku 2021 žije ve vesnici 505 obyvatel. Etnické skupiny jsou:
- Turci – 272
- Makedonci – 106
- Srbové – 103
- Albánci – 4
- Romové – 4
- ostatní – 16

| Rok          | 1900 | 1948 | 1953 | 1961 | 1971 | 1981 | 1991 | 1994 | 2002 | 2021 |
| ------------ | ---- | ---- | ---- | ---- | ---- | ---- | ---- | ---- | ---- | ---- |
| Obyvatelstvo | 563  | 679  | 798  | 538  | 315  | 379  | 444  | 434  | 382  | 505  |